# Stjepan Radić
Stjepan Radić (n. 11 iunie 1871, Comuna Martinska Ves, Sisak-Moslavina, cantonul Sisak-Moslavina, Croația – d. 8 august 1928, Zagreb, Regatul Iugoslaviei) a fost un om politic croat, lider și fondator (în 1905) al Partidului Țărănesc Croat (Hrvatska Seljačka Stranka, HSS).
Republican burghez, a reprezentat interesele țărănimii înstărite.
În perioada monarhiei, a combătut preponderența politică a burgheziei sârbe, dar ulterior a dus o politică de colaborare cu aceasta.
A fost împușcat în Parlament de politicianul sârb Puniša Račić. Radić a murit câteva săptămâni mai târziu, la vârsta de 57 de ani.